# Hymenophyllum jamesonii
Espèce
Hymenophyllum jamesonii est une fougère de la famille des Hyménophyllacées originaire d'Amérique du sud.

## Description
Cette espèce a les caractéristiques suivantes :
- son rhizome est long, filiforme et abondamment pileux ;
- les frondes, de trente centimètres de long sur deux centimètres de large, comportent un limbe oblongue ou lancéolé-oblongue, divisé une fois ; elles sont pendantes et flexibles ;
- le pétiole est non ailé ;
- tout au long des nervures des segments, des ailes en forme de crête, triangulaires et acérées, ne se situent pas dans le plan du limbe et en sont plus ou moins perpendiculaires, cette particularité étant à l'origine du classement par Edwin Bingham Copeland dans un genre spécifique ;
- Les sores, solitaires, sont portés à la base d'un segment, majoritairement à la partie terminale du limbe ;
- l'indusie est formée deux lèvres de forme ronde dentelée ;
- les grappes de sporanges sont complètement recouvertes par l'indusie, qui s'ouvre cependant à maturité.

## Distribution
Cette espèce, plutôt épiphyte de forêts pluviales, est présente en Amérique du Sud : Colombie, Équateur, Venezuela.

## Historique et position taxinomique
Cette espèce est décrite une première fois par William Jackson Hooker en 1844 à partir d'un exemplaire recueilli en Équateur par William Jameson (1796-1873), botaniste britannique et à qui cette espèce est dédiée.
En 1849, Karel Bořivoj Presl la place dans le genre Dermatophlebium : Dermatophlebium jamesonii (Hook.) C.Presl.
En 1938, Edwin Bingham Copeland la place dans le genre Buesia : Buesia jamesonii (Hook.) Copel..
En 1968, Conrad Vernon Morton la replace dans le genre Hymenophyllum, sous-genre Hymenophyllum, section Buesia.
Enfin, en 2006, Atsushi Ebihara, Jean-Yves Dubuisson, Kunio Iwatsuki, Sabine Hennequin et Motomi Ito la conservent dans les mêmes genre et sous-genre, la section disparaissant.
Hymenophyllum jamesonii appartient au sous-genre Hymenophyllum.
Elle compte les synonymes suivants :
- Buesia jamesonii (Hook.) Copel.
- Dermatophlebium jamesonii (Hook.) C.Presl